# Solanum decorum
Solanum decorum är en potatisväxtart som beskrevs av Otto Sendtner. Solanum decorum ingår i släktet skattor som ingår i familjen potatisväxter. Inga underarter finns listade i Catalogue of Life.